# Strnad obecný
Strnad obecný (Emberiza citrinella) je malý druh pěvce z čeledi strnadovitých.

## Etymologie
Původ českého rodového jména „strnad“ je nejistý. Nejasný je již původ praslovanského „strьnadъ“ („strъnadъ“) – slovo může mít původ zvukomalebný podle hlasových projevů, příp. může pocházet z indoevropského „k’ri(m)-n-ōd-“ „kdo jí zrní“. Od substantiva „strnad“ je odvozeno sloveso „vystrnadit“, které vzniklo patrně podle řevnivosti samců v době hnízdění. Hovorové expresivní sloveso „vystrnadit“ znamená „přimět k odchodu“, „dostat ven“, „vypudit“, „vyhnat“ (např. „Nechtěl, aby ho vystrnadili z bytu.“).

## Taxonomie
Bývají rozlišovány tři poddruhy strnada obecného:
- strnad obecný evropský (Emberiza citrinella citrinella) obývající většinu evropského areálu;
- strnad obecný východoevropský (E. c. erythrogenys) obývající východní Evropu až západní Sibiř;
- strnad obecný skotský (E. c. caliginosa) žijící ve Velké Británii kromě JV Anglie.[4]

## Popis
- délka 15,5–17 cm
- hmotnost 20–35 g

Strnad obecný je velký asi jako vrabec, ale působí štíhlejším dojmem; má dlouhý ocas (delší než vrabec) a poměrně malý kuželovitý zobák s typickým zalomením čelistí.
Hřbet a pláštík jsou olivově hnědé, výrazně černě čárkované, kostřec rudohnědý. Na ocase jsou za letu dobře patrné bílé lemy vnějších per. Samec má v létě sytě žlutou hlavu a spodinu těla, na hrudi olivově zelené a červenohnědé zbarvení, na bocích červenohnědé čárkování. Samice je zbarvena méně výrazně: šedavozeleně, s čárkovaným temenem a šedozeleným zbarvením po stranách hlavy (bez žluté). Má také světleji žlutou spodinu s šedočerným čárkováním na hrudi a bocích. Charakteristickým znakem v každém šatu je červenohnědý kostřec a bílá vnější pera jinak tmavého delšího ocasu. Mladý pták se podobá samici.
Ostražitý, ale ne vysloveně plachý. Rychlý obratný vlnovitý let působí trhaně.

## Zpěv

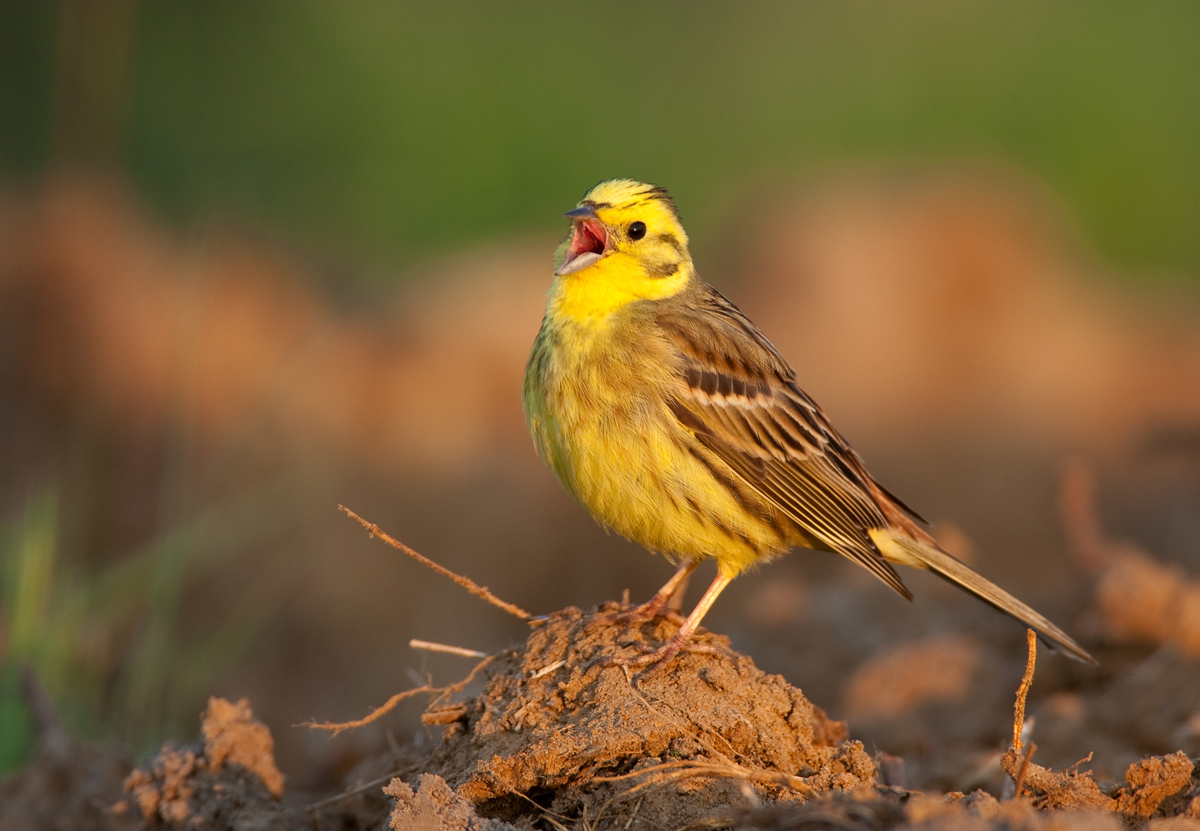
Zpívající samec strnada obecného

Strnad obecný zpívá z vyvýšeného místa; zpěv tvoří zvučné jednoduché „cicicicicici-cií“, vábení „sit“ nebo „sit-sit“ („cik“, „cik-cik“). Ozývá se již od února. Kromě zpěvu se strnadi obecní často ozývají typickými hlasy znějícími jako „cik“, „cr“, „cirrp“ nebo „cí“. Žadonění větších mláďat na hnízdě je na bližší vzdálenost poměrně dobře slyšet a zní jako opakované „ci“.
 Písnička se také přepisuje, např. jako poněkud výhružné „Kdyby si sedláčku, chcíp“ nebo „Jak nám to sluníčko pěkně sví-tí“ („kdyby si sedláčku PÍPnul“). Petr Podpěra uvádí: „V Brehmově životě zvířat se dočteme, že lid jeho jednotvárnou píseň vyjádřil slovy. Strnad v létě, když jest na polích dosti potravy, volá na sedláka uštěpačně: nepotřebujeme strýcův! Ale v zimě přilétaje ke stodolám ozobává snopy a chválí rolníka: dobrý strýc! Dobrý strýc! Z jara zpívá: vezu, vezu, vezu kvítí, nebo: sedláče, sedláče, kdybysi chcíp!“
Ač každý samec opakuje tu samou písničku, je písnička všechno jen ne stejná – v různých koutech ČR, ba i planety, se trochu liší. Podobně jako lidé si strnadi (i některé další druhy pěvců) vytvářejí nářečí (dialekt). Samci strnada obecného z jedné dialektové oblasti sdílejí kombinaci závěrečných dvou až tří slabik svého zpěvu.
Typická strofa zpěvu se skládá ze dvou částí – počáteční a závěrečné fráze. Zatímco začátek je vrozený a obsahuje několik shodných opakujících se slabik, odlišnou závěrečnou část se mladí samci učí od jiných strnadů v prvním roce života. Tak vznikají strnadí nářečí vyznačující se stoupavou nebo klesavou melodií na konci strofy. Každý samec ovládá 1–4 různé typy počáteční fráze, které během zpěvu po určité době střídá. Díky jedinečné kombinaci různých typů počáteční fráze se strnadi navzájem poznají podle hlasu. Samice se při výběru samečka řídí závěrečnou částí zpěvu a dává přednost samci s místním dialektem.
Že se u strnadů vytvářejí nářečí, je známo od 19. století. Výzkum dialektů začal v první polovině 20. století, ovšem detailní obraz o geografickém rozložení strnadích dialektů byl do roku 2011 znám pouze z Dánska a z některých částí Německa; zde bylo rozlišeno přes deset dialektů s mozaikovitým rozmístěním.
V České republice proběhl v letech 2011–2016 projekt občanské vědy zaměřený právě na výzkum strnadího nářečí Nářečí českých strnadů (viz např. Mapa nářečí českých strnadů obecných). Na rozdíl od předpokladu, že strnadí nářečí lze v Evropě rozdělit do dvou hlavních skupin s převážně východo- a západoevropskou distribucí a že předpokládaná hranice prochází střední Evropou, tedy naším územím, se zjistilo, že ve skutečnosti dialekty nelze přiřadit ke dvěma velkým geograficky odděleným skupinám. „Domnělé západní dialekty najdeme až na daleké Sibiři, zatímco »táhlé zpěvy východní« těší uši Britů i Španělů.“ „Se stejným nářečím se tak můžeme setkat v oblastech, které od sebe dělí stovky až tisíce kilometrů. Kupříkladu zpěv strnadů z Českomoravské vrchoviny je daleko podobnější zpěvu strnadů z dalekého Lotyšska nebo naopak východní Anglie než zpěvu krajanů od Plzně. Současně platí, že lokálně se na několika málo kilometrech čtverečních mohou setkávat i tři různá nářečí. Z hlediska zmapování strnadích dialektů se může ČR pyšnit nejlepším pokrytím. Povzbuzeni úspěchem iniciovali autoři projektu Nářečí českých strnadů vznik sesterských projektů v zahraničí (Anglie, Chorvatsko, Lotyšsko, Nový Zéland, Polsko, Švýcarsko).

## Rozšíření
Hnízdí v Evropě a Asii, od Norska a severního Španělska na západě po Bajkal na východě. Během 19. století byl z Velké Británie introdukován na Nový Zéland, kde se úspěšně rozšířil a dosahuje přibližně třikrát vyšších hnízdních hustot než ve Velké Británii. Na většině areálu stálý (v zimním období se potuluje nedaleko hnízdiště), v severních a východnějších oblastech s kontinentálním typem zimy částečně tažný druh se zimovišti v jižní části hnízdního areálu nebo o něco jižněji.

## Výskyt v Česku
V České republice je běžným, ačkoli ubývajícím druhem otevřené krajiny. Hnízdí na celém území od nížin až po alpínské pásmo hor (nejvýše v Krkonoších a Jeseníkách v 1450 m n. m.). Celková početnost byla v letech 1985–1989 odhadnuta na 2–4 miliony párů, v letech 2001–2003 na 1,8 až 3,6 milionů párů. Výsledky jednotného programu sčítání ptáků v ČR (1982–2003) potvrzují mírný pokles, za rok průměrně o 1,33 %; sledováno bylo 271 lokalit.
Při sčítání ptáků 4.–6. ledna 2019 byl strnad obecný 23. nejčastěji pozorovaným druhem; pozorováno bylo 1524 strnadů obecných, tj. 2,5 % z počtu 10 208 všech zaznamenaných ptáků. (Pozorování a sčítání ptáků na krmítku byl další program občanské vědy určený veřejnosti.) Strnad obecný je v ČR stálý pták s krátkými potulkami v mimohnízdním období.
Na našem území zimují strnadi z Estonska, Ruska a Finska; tah probíhá ve dne.

## Prostředí
Vyhledává zemědělskou krajinu, křovinaté plochy, okraje lesů, lesnaté pastviny, paseky a mýtiny, vřesoviště a pobřežní louky. Obývá polootevřené a otevřené biotopy.
V České republice je jeho typickým životním prostředím přechodová zóna mezi lesní a otevřenou krajinou, zvláště lesní okraje a paseky, křovinaté meze mezi poli a loukami, remízy a další typy rozptýlené zeleně včetně ruderálního prostředí (výsypky, zavážky, haldy, areály průmyslových podniků apod.) a okrajů měst. Vyhledává pásy křovin lemující silnice a železniční tratě, hojný je v břehových porostech podél vodotečí, běžný ve světlých lesích, v mlazinách (lesní porost vysoký 1,3–5 m s tloušťkou kmene do 5 cm).

## Chování
Při zpěvu posedává na vyvýšených místech – v korunách stromů, na stožárech, plotech – která vyhledává také jako pozorovatelnu; při odpočinku se raději skrývá v olistěné koruně stromu nebo v houští. Často se zdržuje na zemi, kde se pohybuje drobnými skoky; při rozčilení nebo před odletem často pocukává ocasem.
Stejně jako ostatní druhy strnadů se koupe v prachu (popelí se; popelení zbavuje peří nečistot, parazitů a přebytečné mastnoty podobně jako koupel ve vodě). Jako pozemní pták může sedět na větvi, ale nedovede přeskočit z větve na větev. Je jedním z nejsvárlivějších ptáků v Česku.

## Hnízdění

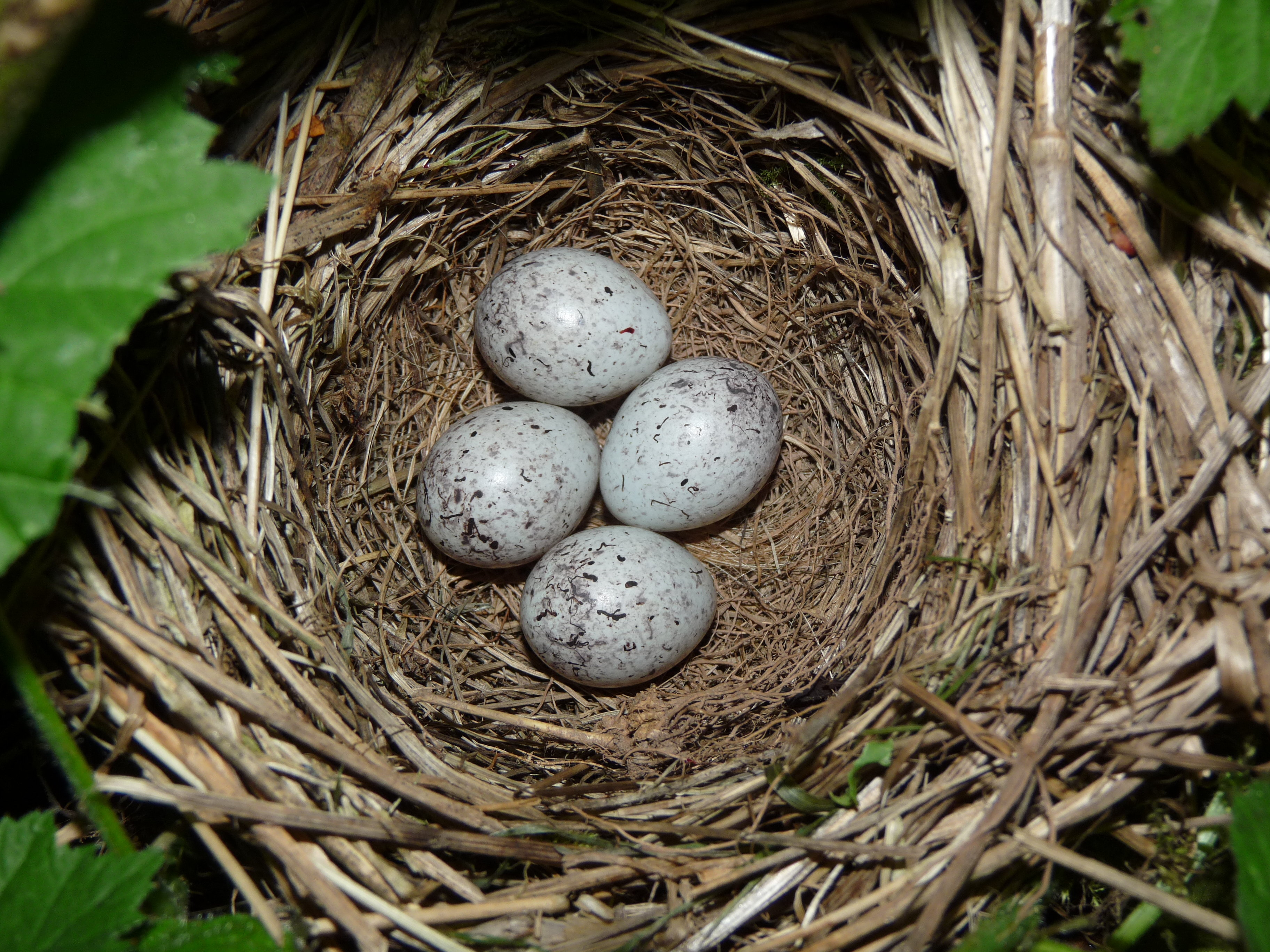
Hnízdo strnada obecného s vejci

Hnízdí jednotlivě, teritoriálně a monogamně, jsou však známy i případy polygynie. Zimní hejna opouštějí nejprve samci a k tvorbě párů dochází krátce po zabrání teritorií. Hnízdí v rozmezí od dubna do srpna 2× až 3× ročně. Hnízdo – dobře skryté na zemi nebo těsně nad zemí – staví pouze samice. Je postaveno ze suchých trav, stonků, slámy, listů, kořínků, mechu a vystláno jemnou trávou, osinami, chlupy nebo žíněmi. Úplná snůška čítá 3–5 (2–6) variabilně zbarvených, výrazně černě či fialovohnědě čárkovaných nebo skvrnitých vajec o rozměrech 21,1 × 16,2 mm. Délka sezení je 12–14 dnů, sedí většinou samotná samice, výjimečně i samec. Mláďata krmí oba rodiče a v případě druhé snůšky po dobu 1–2 týdnů také mláďata z prvního hnízdění. Mladí opouštějí hnízdo ve věku 11–13 dnů; 8–14 dnů poté jsou již samostatní. Pohlavně dospívají ve stáří jednoho roku. Ztráty při hnízdění jsou značné. Příčinou ztrát jsou predátoři (např. krkavcovití), lidé i povětrnostní vlivy. Ve volné přírodě se dožívá průměrně dvou až tří let; nejvyšší doložený věk v přírodě je více než 13 let.
Po vyhnízdění se i ptáci, kteří hnízdili v lese, přesouvají do otevřené zemědělské krajiny.

## Potrava
V potravě je ze dvou třetin zastoupena rostlinná složka (semena kulturních rostlin a plevelů). Živočišná složka je rozhodující pro výživu mláďat. Na jaře a v létě v potravě převažují bezobratlí, hlavně hmyz, dále pavouci, žížalovití a drobní měkkýši. Na podzim a v zimě vyhledává převážně semena, nejčastěji trav a obilovin, také stromů, keřů a dalších rostlin. Potravu sbírá téměř výhradně na zemi, v zimě v hejnech často s jinými zrnožravými ptáky.

## Zajímavosti

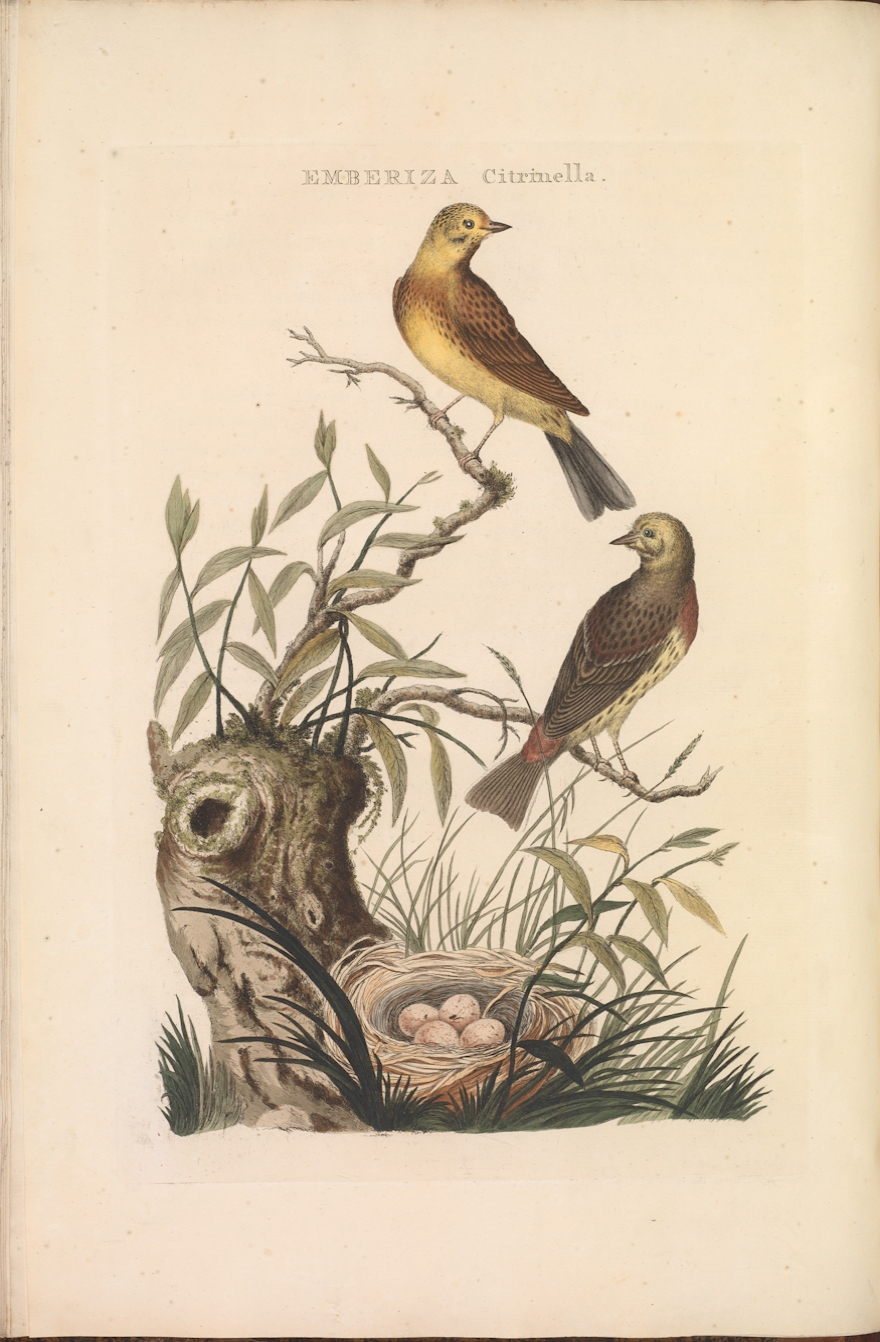
Strnad obecný in Nederlandsche Vogelen 1789

Žluté barvivo (způsobené karotenoidy) přibývá samcům s věkem, a tedy se zkušenostmi až do čtvrtého roku života. Intenzita zbarvení vypovídá také o zdravotním stavu ptáka (mnohem nevýrazněji zbarveni jsou např. ptáci napadení parazity). Protože samičky tyto zákonitosti znají, vybírají si do páru samce s co nejžlutější hlavou. Pokud se musí spokojit s méně hodnotným samcem, postarají se, aby alespoň část potomstva měla kvalitního otce – spáří se s výrazně žlutohlavějším sousedem.

## Kampaň Pták roku
Česká společnost ornitologická vyhlásila strnada obecného Ptákem roku 2011.